# Teucholabis rubescens
Teucholabis rubescens är en tvåvingeart som beskrevs av Alexander 1914. Teucholabis rubescens ingår i släktet Teucholabis och familjen småharkrankar. Inga underarter finns listade i Catalogue of Life.